# Lista dos treinadores vencedores da Copa Libertadores da América

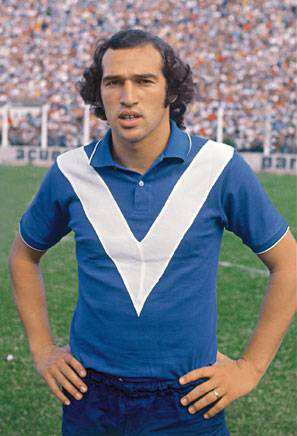
Carlos Bianchi conquistou quatro edições do torneio, sendo o maior vencedor desde então

Esta é a lista dos treinadores vencedores da Copa Libertadores da América. Roberto Scarone conquistou a edição inaugural em 1960 e repetiu o feito na temporada seguinte em 1961 em ambas com o Peñarol. Carlos Bianchi é o maior campeão da competição com quatro títulos, que foram obtidos em 1994 com o Vélez Sarsfield, e em 2000, 2001 e 2003 com o Boca Juniors. Osvaldo Zubeldía ganhou o torneio três vezes e de forma consecutiva (1968, 1969 e 1970) enquanto treinava o Estudiantes. Quatro treinadores europeus venceram a Libertadores, os quais são Mirko Jozić em 1991 com o Colo-Colo, Jorge Jesus em 2019 com o Flamengo, Abel Ferreira em 2020 e 2021 com o Palmeiras, e Artur Jorge em 2024 com o Botafogo.

## Por edição

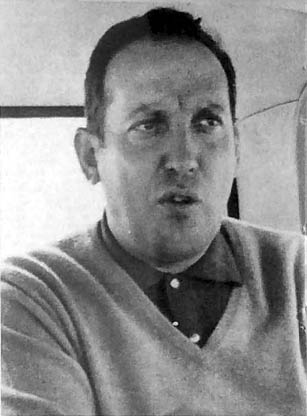
Osvaldo Zubeldía, tricampeão (1968, 1969 e 1970) com o Estudiantes

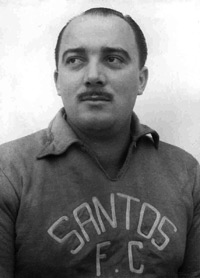
Lula, vencedor em 1962 e 1963 com o Santos

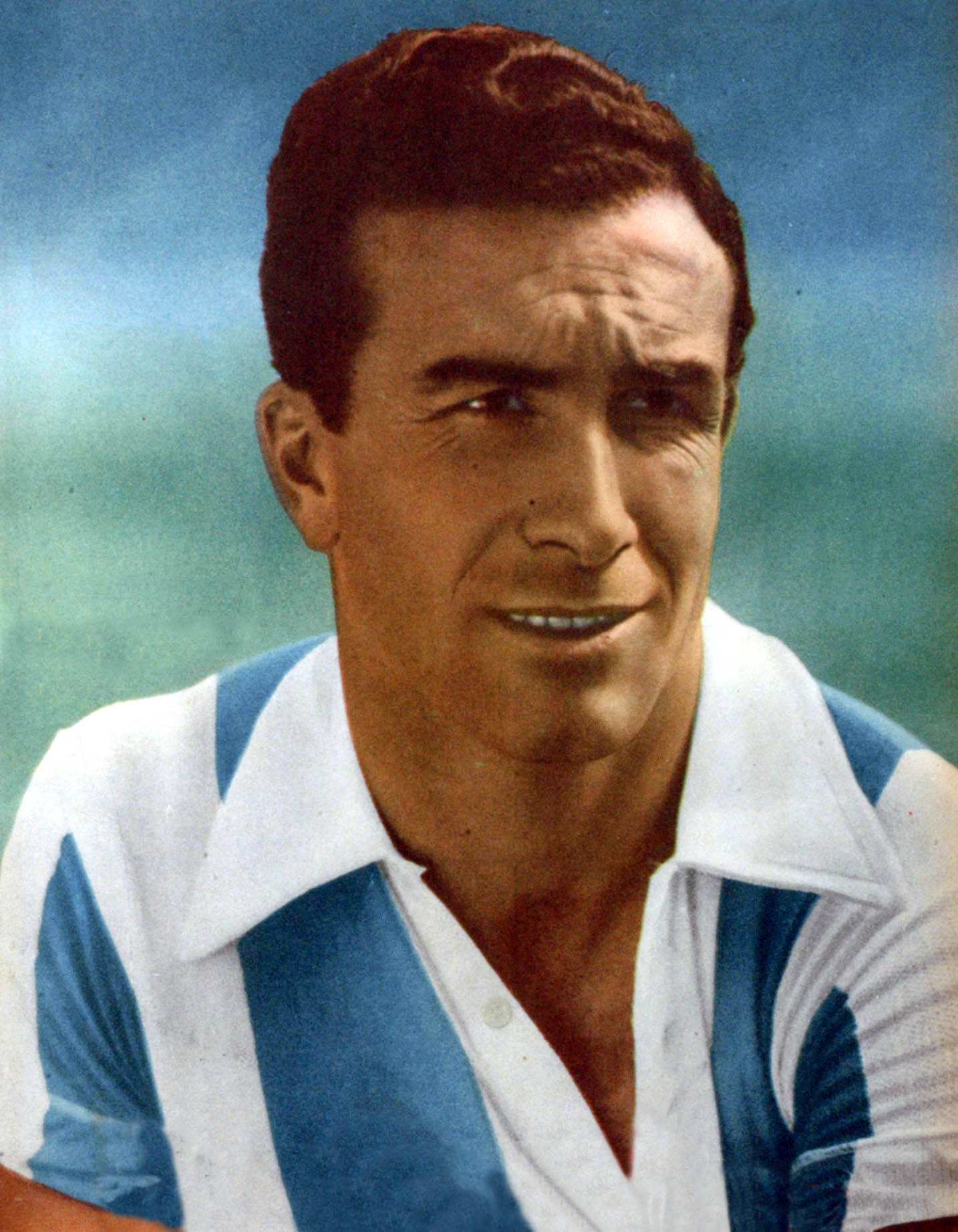
Pedro Dellacha, campeão em 1972 e 1975 com o Independiente

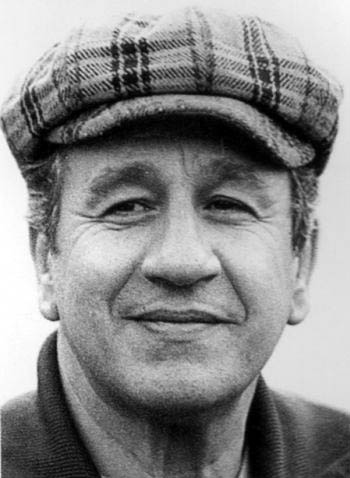
Juan Carlos Lorenzo ganhou as edições de 1977 e 1978 com o Boca Juniors

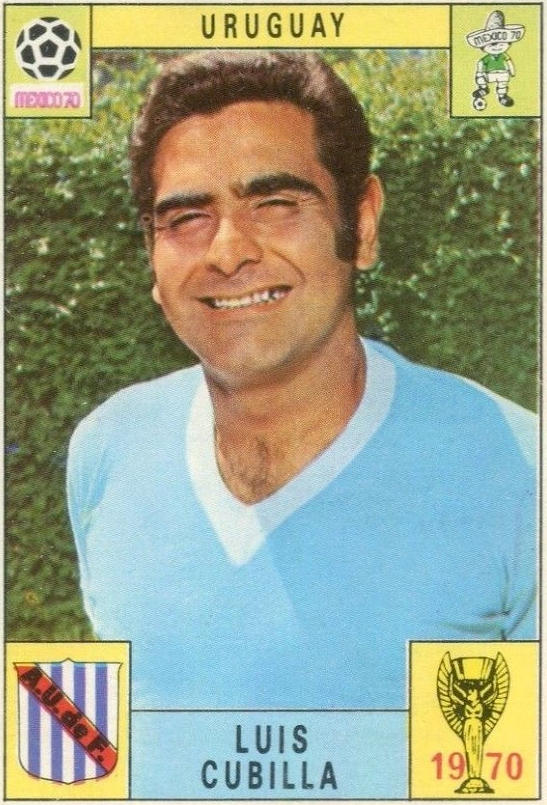
Luis Cubilla conquistou duas vezes o torneio com o Olimpia

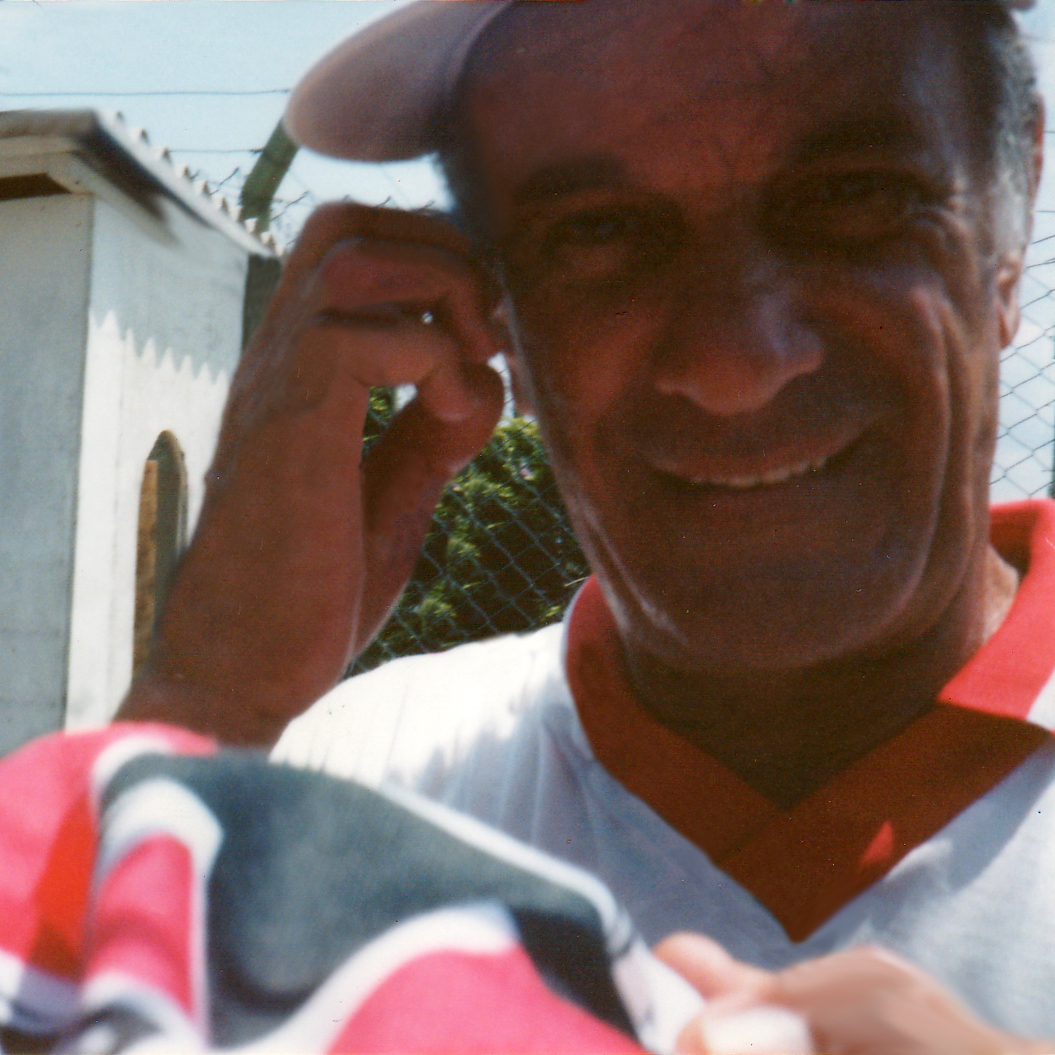
Telê Santana, bicampeão (1992 e 1993) com o São Paulo

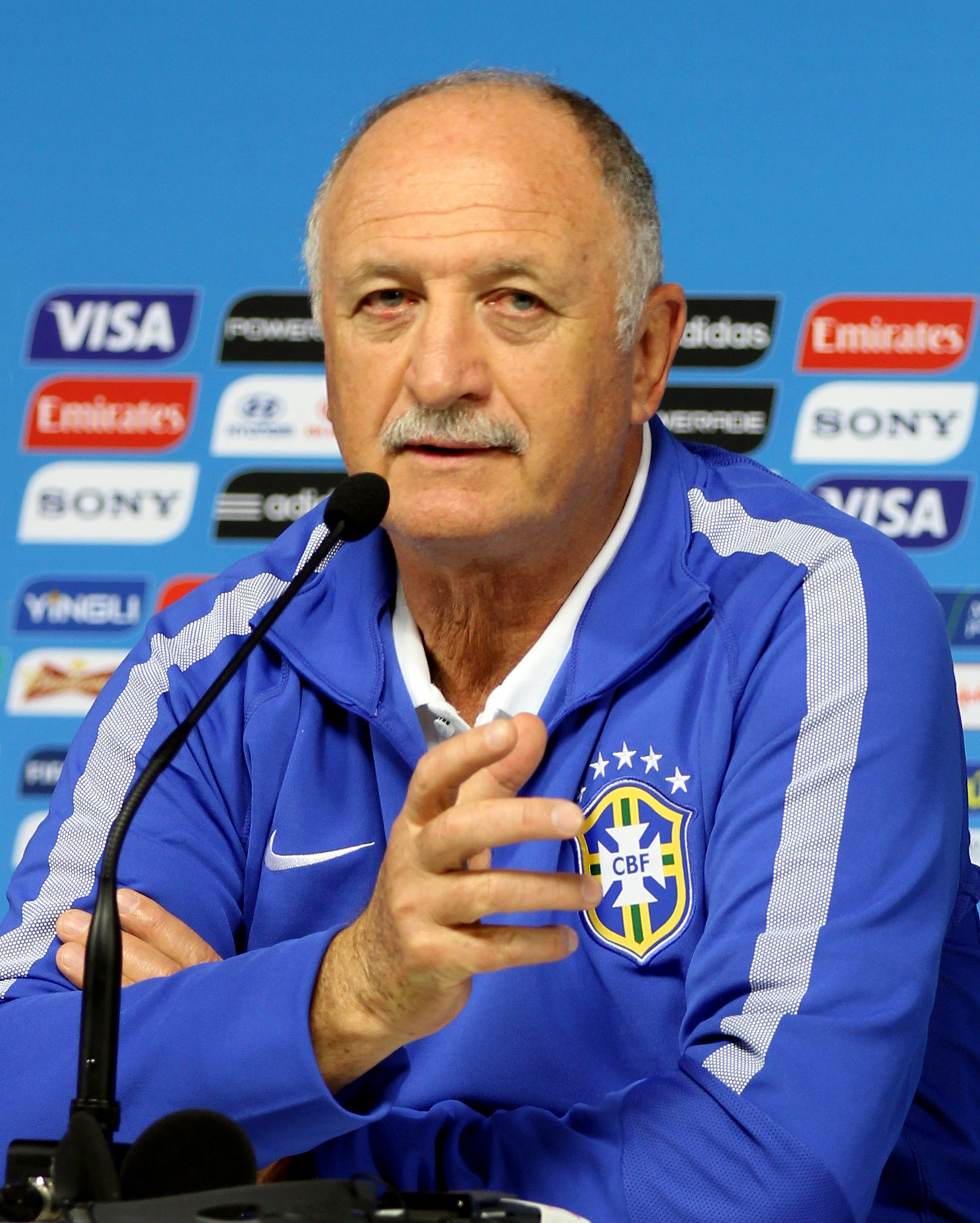
Luiz Felipe Scolari, vencedor em 1995 e 1999

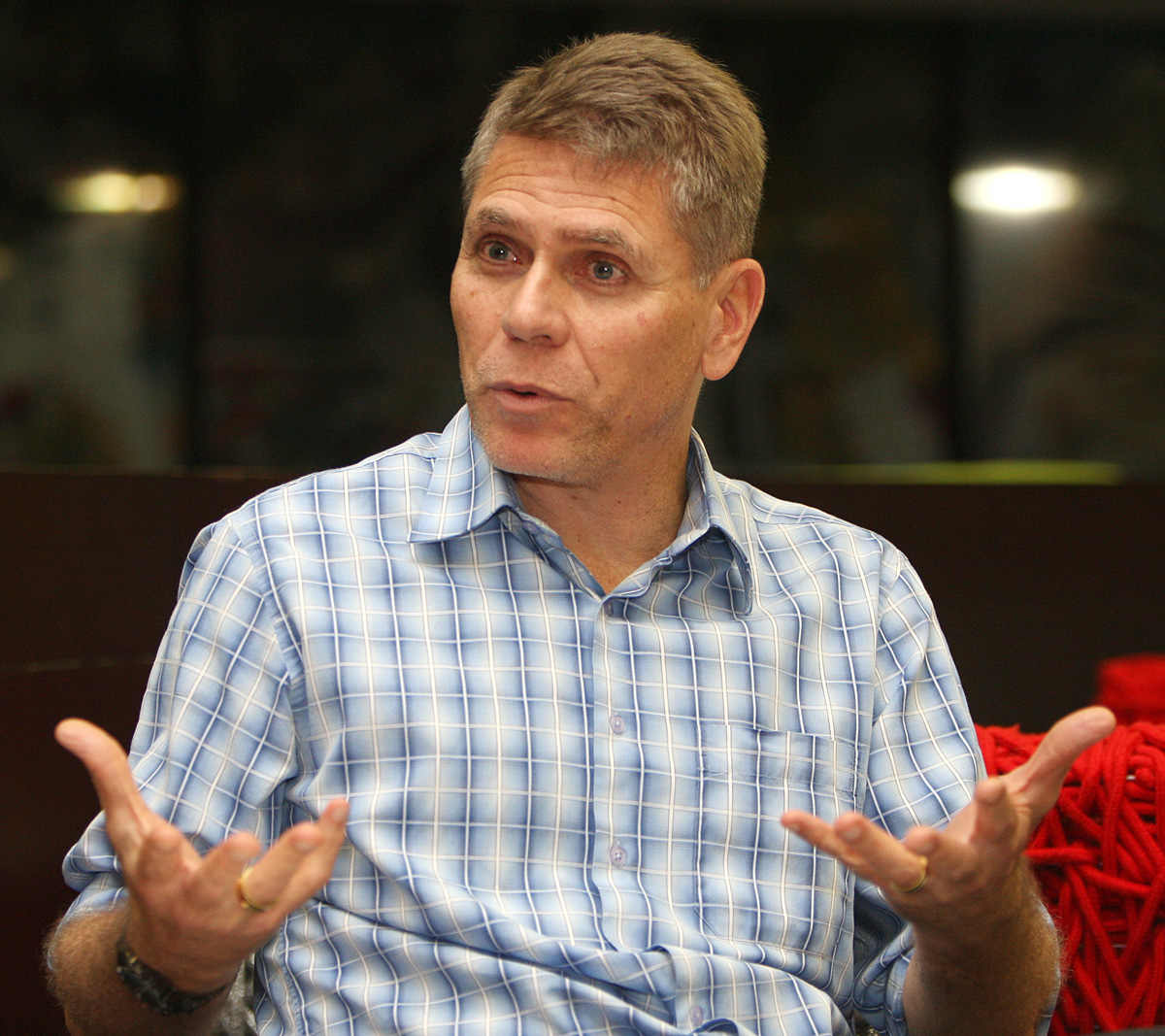
Paulo Autuori, campeão em 1997 e 2005

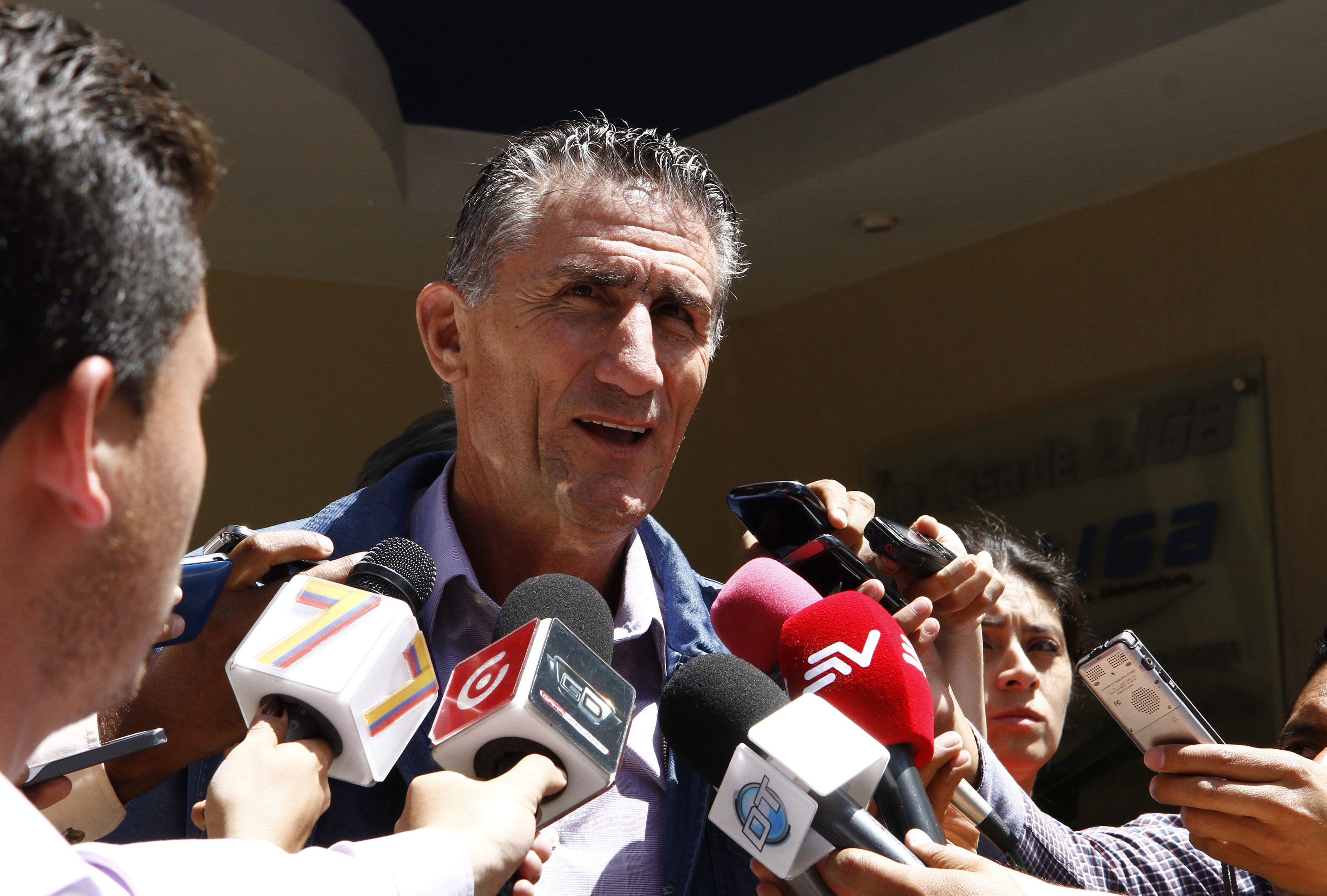
Edgardo Bauza ganhou a competição em 2008 e 2014

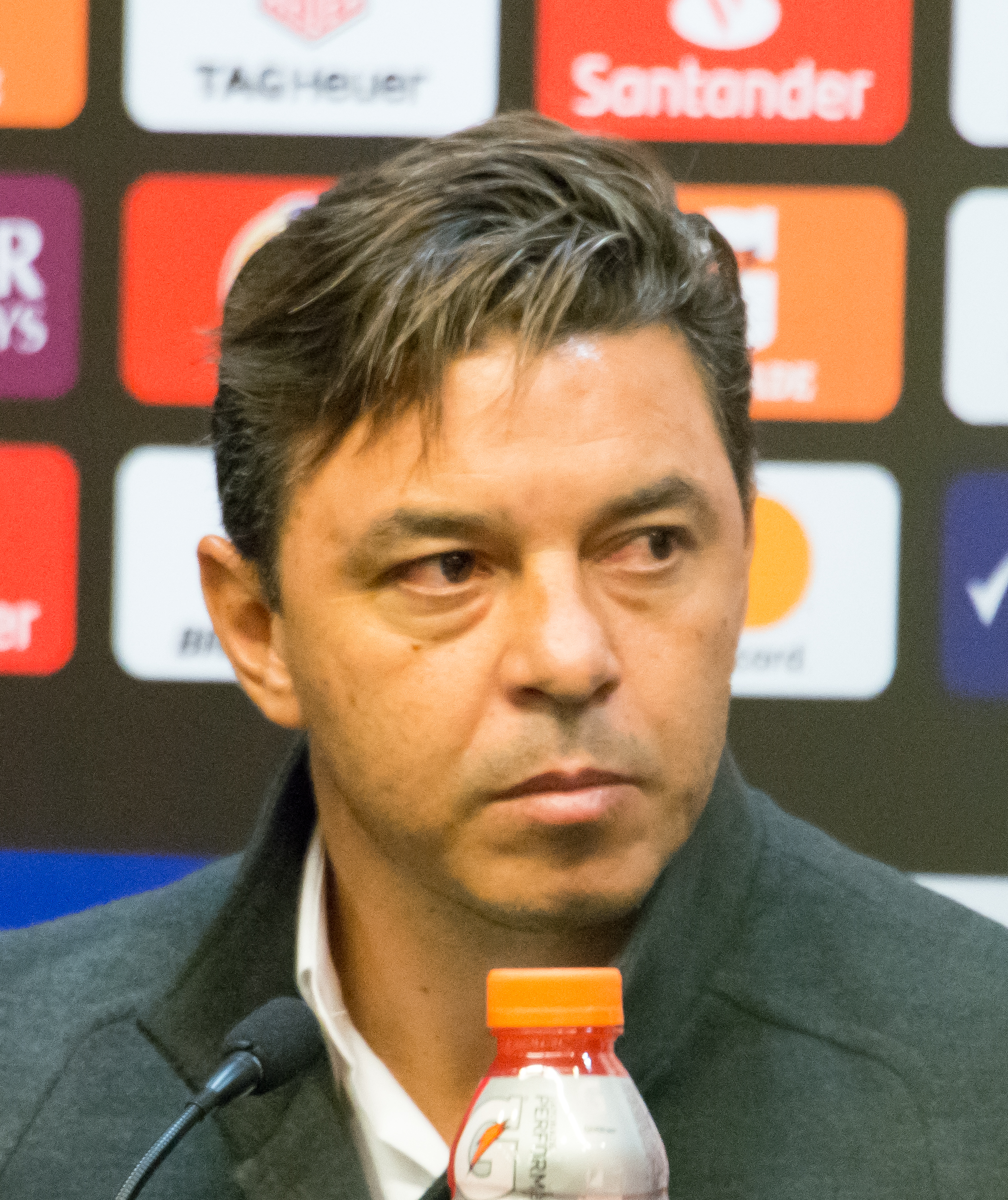
Marcelo Gallardo conquistou duas edições do torneio com o River Plate

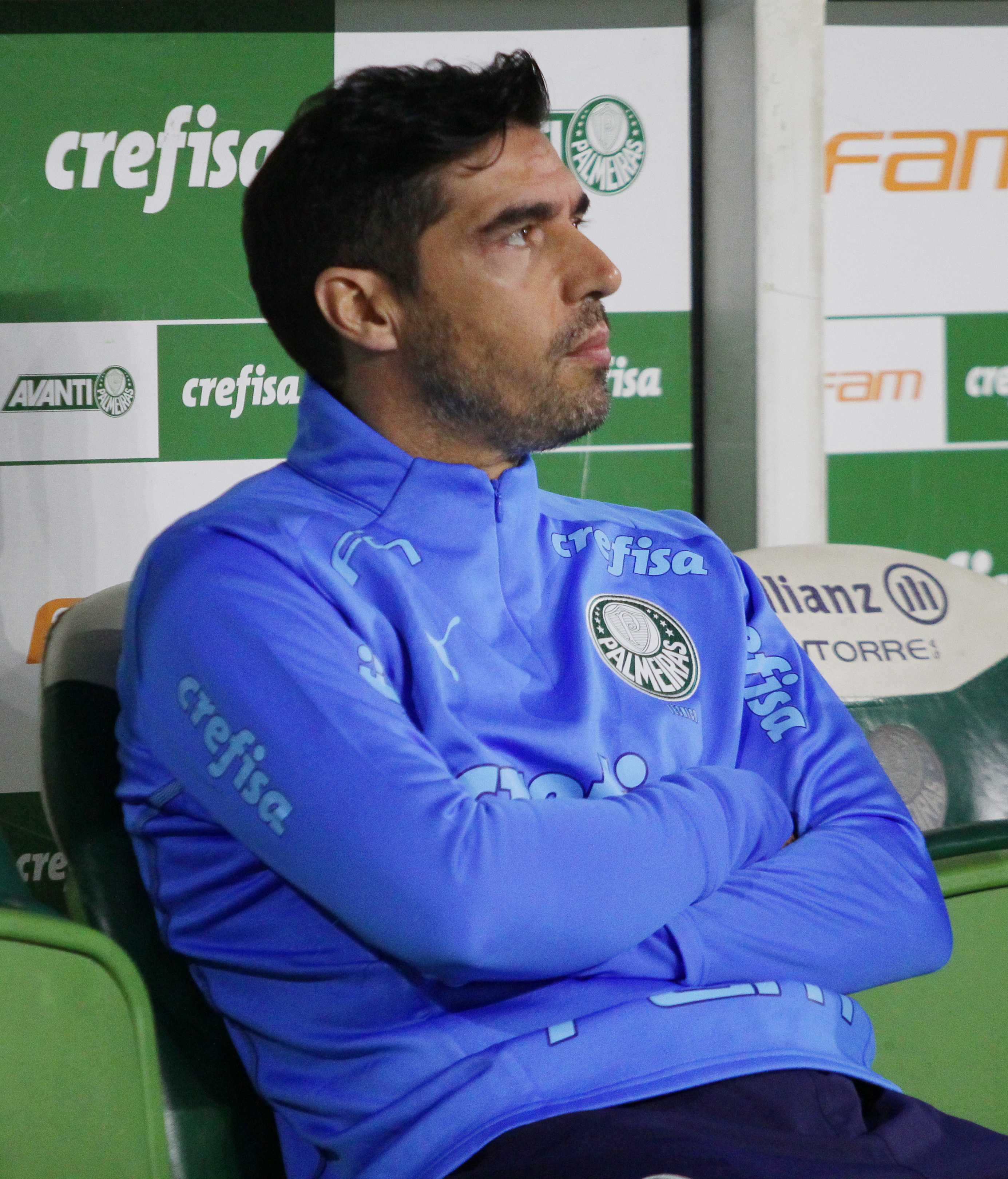
Abel Ferreira, bicampeão (2020 e 2021) com o Palmeiras

| Edição | Treinador vencedor     | Clube              | Ref    |
| ------ | ---------------------- | ------------------ | ------ |
| 1960   | Roberto Scarone        | Peñarol            | [ 1 ]  |
| 1961   | Roberto Scarone        | Peñarol            | [ 1 ]  |
| 1962   | Lula                   | Santos             | [ 6 ]  |
| 1963   | Lula                   | Santos             | [ 6 ]  |
| 1964   | Manuel Giúdice         | Independiente      | [ 7 ]  |
| 1965   | Manuel Giúdice         | Independiente      | [ 7 ]  |
| 1966   | Roque Máspoli          | Peñarol            | [ 8 ]  |
| 1967   | Juan José Pizzuti      | Racing             | [ 7 ]  |
| 1968   | Osvaldo Zubeldía       | Estudiantes        | [ 3 ]  |
| 1969   | Osvaldo Zubeldía       | Estudiantes        | [ 3 ]  |
| 1970   | Osvaldo Zubeldía       | Estudiantes        | [ 3 ]  |
| 1971   | Wáshington Etchamendi  | Nacional           | [ 9 ]  |
| 1972   | Pedro Dellacha         | Independiente      | [ 10 ] |
| 1973   | Humberto Maschio       | Independiente      | [ 10 ] |
| 1974   | Roberto Ferreiro       | Independiente      | [ 11 ] |
| 1975   | Pedro Dellacha         | Independiente      | [ 10 ] |
| 1976   | Zezé Moreira           | Cruzeiro           | [ 12 ] |
| 1977   | Juan Carlos Lorenzo    | Boca Juniors       | [ 13 ] |
| 1978   | Juan Carlos Lorenzo    | Boca Juniors       | [ 13 ] |
| 1979   | Luis Cubilla           | Olimpia            | [ 14 ] |
| 1980   | Juan Mujica            | Nacional           | [ 15 ] |
| 1981   | Paulo César Carpegiani | Flamengo           | [ 16 ] |
| 1982   | Hugo Bagnulo           | Peñarol            | [ 17 ] |
| 1983   | Valdir Espinosa        | Grêmio             | [ 18 ] |
| 1984   | José Omar Pastoriza    | Independiente      | [ 19 ] |
| 1985   | José Yudica            | Argentinos Juniors | [ 20 ] |
| 1986   | Héctor Veira           | River Plate        | [ 21 ] |
| 1987   | Óscar Tabárez          | Peñarol            | [ 22 ] |
| 1988   | Roberto Fleitas        | Nacional           | [ 23 ] |
| 1989   | Francisco Maturana     | Atlético Nacional  | [ 24 ] |
| 1990   | Luis Cubilla           | Olimpia            | [ 14 ] |
| 1991   | Mirko Jozić            | Colo-Colo          | [ 25 ] |
| 1992   | Telê Santana           | São Paulo          | [ 26 ] |
| 1993   | Telê Santana           | São Paulo          | [ 26 ] |
| 1994   | Carlos Bianchi         | Vélez Sarsfield    | [ 2 ]  |
| 1995   | Luiz Felipe Scolari    | Grêmio             | [ 27 ] |
| 1996   | Ramón Díaz             | River Plate        | [ 28 ] |
| 1997   | Paulo Autuori          | Cruzeiro           | [ 29 ] |
| 1998   | Antônio Lopes          | Vasco da Gama      | [ 30 ] |
| 1999   | Luiz Felipe Scolari    | Palmeiras          | [ 27 ] |
| 2000   | Carlos Bianchi         | Boca Juniors       | [ 2 ]  |
| 2001   | Carlos Bianchi         | Boca Juniors       | [ 2 ]  |
| 2002   | Nery Pumpido           | Olimpia            | [ 31 ] |
| 2003   | Carlos Bianchi         | Boca Juniors       | [ 2 ]  |
| 2004   | Luis Fernando Montoya  | Once Caldas        | [ 32 ] |
| 2005   | Paulo Autuori          | São Paulo          | [ 29 ] |
| 2006   | Abel Braga             | Internacional      | [ 33 ] |
| 2007   | Miguel Ángel Russo     | Boca Juniors       | [ 34 ] |
| 2008   | Edgardo Bauza          | LDU Quito          | [ 35 ] |
| 2009   | Alejandro Sabella      | Estudiantes        | [ 36 ] |
| 2010   | Celso Roth             | Internacional      | [ 37 ] |
| 2011   | Muricy Ramalho         | Santos             | [ 38 ] |
| 2012   | Tite                   | Corinthians        | [ 39 ] |
| 2013   | Cuca                   | Atlético Mineiro   | [ 40 ] |
| 2014   | Edgardo Bauza          | San Lorenzo        | [ 35 ] |
| 2015   | Marcelo Gallardo       | River Plate        | [ 41 ] |
| 2016   | Reinaldo Rueda         | Atlético Nacional  | [ 42 ] |
| 2017   | Renato Gaúcho          | Grêmio             | [ 43 ] |
| 2018   | Marcelo Gallardo       | River Plate        | [ 41 ] |
| 2019   | Jorge Jesus            | Flamengo           | [ 44 ] |
| 2020   | Abel Ferreira          | Palmeiras          | [ 4 ]  |
| 2021   | Abel Ferreira          | Palmeiras          | [ 4 ]  |
| 2022   | Dorival Júnior         | Flamengo           | [ 45 ] |
| 2023   | Fernando Diniz         | Fluminense         | [ 46 ] |
| 2024   | Artur Jorge            | Botafogo           | [ 5 ]  |

## Por treinador
| Treinador              | N.º de títulos | Clubes (edições)                                        | Ref.   |
| ---------------------- | -------------- | ------------------------------------------------------- | ------ |
| Carlos Bianchi         | 4              | Vélez Sarsfield (1994), Boca Juniors (2000, 2001, 2003) | [ 2 ]  |
| Osvaldo Zubeldía       | 3              | Estudiantes (1968, 1969, 1970)                          | [ 3 ]  |
| Roberto Scarone        | 2              | Peñarol (1960, 1961)                                    | [ 1 ]  |
| Lula                   | 2              | Santos (1962, 1963)                                     | [ 6 ]  |
| Manuel Giúdice         | 2              | Independiente (1964, 1965)                              | [ 7 ]  |
| Pedro Dellacha         | 2              | Independiente (1972, 1975)                              | [ 10 ] |
| Juan Carlos Lorenzo    | 2              | Boca Juniors (1977, 1978)                               | [ 13 ] |
| Luis Cubilla           | 2              | Olimpia (1979, 1990)                                    | [ 14 ] |
| Telê Santana           | 2              | São Paulo (1992, 1993)                                  | [ 26 ] |
| Luiz Felipe Scolari    | 2              | Grêmio (1995), Palmeiras (1999)                         | [ 27 ] |
| Paulo Autuori          | 2              | Cruzeiro (1997), São Paulo (2005)                       | [ 29 ] |
| Edgardo Bauza          | 2              | LDU Quito (2008), San Lorenzo (2014)                    | [ 35 ] |
| Marcelo Gallardo       | 2              | River Plate (2015, 2018)                                | [ 41 ] |
| Abel Ferreira          | 2              | Palmeiras (2020, 2021)                                  | [ 4 ]  |
| Roque Máspoli          | 1              | Peñarol (1966)                                          | [ 8 ]  |
| Juan José Pizzuti      | 1              | Racing (1967)                                           | [ 7 ]  |
| Wáshington Etchamendi  | 1              | Nacional (1971)                                         | [ 9 ]  |
| Humberto Maschio       | 1              | Independiente (1973)                                    | [ 10 ] |
| Roberto Ferreiro       | 1              | Independiente (1974)                                    | [ 11 ] |
| Zezé Moreira           | 1              | Cruzeiro (1976)                                         | [ 12 ] |
| Juan Mujica            | 1              | Nacional (1980)                                         | [ 15 ] |
| Paulo César Carpegiani | 1              | Flamengo (1981)                                         | [ 16 ] |
| Hugo Bagnulo           | 1              | Peñarol (1982)                                          | [ 17 ] |
| Valdir Espinosa        | 1              | Grêmio (1983)                                           | [ 18 ] |
| José Omar Pastoriza    | 1              | Independiente (1984)                                    | [ 19 ] |
| José Yudica            | 1              | Argentinos Juniors (1985)                               | [ 20 ] |
| Héctor Veira           | 1              | River Plate (1986)                                      | [ 21 ] |
| Óscar Tabárez          | 1              | Peñarol (1987)                                          | [ 22 ] |
| Roberto Fleitas        | 1              | Nacional (1988)                                         | [ 23 ] |
| Francisco Maturana     | 1              | Atlético Nacional (1989)                                | [ 24 ] |
| Mirko Jozić            | 1              | Colo-Colo (1991)                                        | [ 25 ] |
| Ramón Díaz             | 1              | River Plate (1996)                                      | [ 28 ] |
| Antônio Lopes          | 1              | Vasco da Gama (1998)                                    | [ 30 ] |
| Nery Pumpido           | 1              | Olimpia (2002)                                          | [ 31 ] |
| Luis Fernando Montoya  | 1              | Once Caldas (2004)                                      | [ 32 ] |
| Abel Braga             | 1              | Internacional (2006)                                    | [ 33 ] |
| Miguel Ángel Russo     | 1              | Boca Juniors (2007)                                     | [ 34 ] |
| Alejandro Sabella      | 1              | Estudiantes (2009)                                      | [ 36 ] |
| Celso Roth             | 1              | Internacional (2010)                                    | [ 37 ] |
| Muricy Ramalho         | 1              | Santos (2011)                                           | [ 38 ] |
| Tite                   | 1              | Corinthians (2012)                                      | [ 39 ] |
| Cuca                   | 1              | Atlético Mineiro (2013)                                 | [ 40 ] |
| Reinaldo Rueda         | 1              | Atlético Nacional (2016)                                | [ 42 ] |
| Renato Gaúcho          | 1              | Grêmio (2017)                                           | [ 43 ] |
| Jorge Jesus            | 1              | Flamengo (2019)                                         | [ 44 ] |
| Dorival Júnior         | 1              | Flamengo (2022)                                         | [ 45 ] |
| Fernando Diniz         | 1              | Fluminense (2023)                                       | [ 46 ] |
| Artur Jorge            | 1              | Botafogo (2024)                                         | [ 5 ]  |

## Por nacionalidade
| Local      | Títulos | Treinadores |
| ---------- | ------- | ----------- |
| Argentina  | 27      | 17          |
| Brasil     | 20      | 16          |
| Uruguai    | 10      | 8           |
| Portugal   | 4       | 3           |
| Colômbia   | 3       | 3           |
| Iugoslávia | 1       | 1           |